# مريم سانكارا
مريم سانكارا (من مواليد 26 مارس 1953) أرملة توماس سانكارا رئيس بوركينا فاسو (المسماة سابقًا جمهورية فولتا العليا) من 4 أغسطس 1983 حتى اغتياله في 15 أكتوبر 1987. خلال هذا الوقت كانت السيدة الأولى لبوركينا فاسو. أصبح توماس سانكارا وهو ماركسي وضابط في الجيش الأفريقي رئيسًا لما كان يُعرف آنذاك باسم جمهورية فولتا العليا بعد انقلاب عسكري في أغسطس 1983. ونفذ ما أعلن أنه «الثورة الديمقراطية والشعبية» وقام بتنفيذ العديد من الإصلاحات الجذرية. قُتل سنكارا في انقلاب أكتوبر 1987، والذي دبره صديقه وزميله السابق بليز كومباوري.
نتيجة للانقلاب أُجبرت مريم سنكارا على الفرار من بوركينا فاسو مع طفليها. ذهبت إلى المنفى في فرنسا حيث ستقضي السنوات العشرين التالية. في هذه الأثناء تم استبدالها بصفتها السيدة الأولى بشانتال كومباوري. في عام 1997 قدمت شكوى إلى محكمة في بوركينا فاسو بشأن مقتل توماس، ولكن لم يكن الأمر كذلك حتى 28 يونيو 2012 حيث قضت المحكمة العليا بإمكانية فتح القضية بموجب السوابق القضائية المحلية. مع الانفتاح التدريجي للنظام العسكري في البلاد تمكنت سانكارا في النهاية من العودة إلى وطنها في عام 2007 لحضور الاحتفالات التي أقيمت على شرف الذكرى العشرين لوفاة زوجها. حشود غفيرة استقبلت عودتها إلى العاصمة واغادوغو.
في أواخر أكتوبر 2014 اندلعت انتفاضة واسعة النطاق في بوركينا فاسو احتجاجًا على محاولات الرئيس بليز كومباوري لإطالة أمد حكمه الذي دام 27 عامًا. نتيجة للاحتجاجات المستوحاة جزئيًا من ذكرى توماس سانكارا أُجبرت كومباوري على الفرار من البلاد. ردًا على هذه الانتفاضة أصدرت مريم سانكارا بيانًا هنأت فيه شعب بوركينا فاسو على انتصارهم، ودعت إلى محاكمة كومباوري على جرائمه بحق الشعب. وختمت الخطاب بالقول: «عاشت الجمهورية وتحيا بوركينا! الوطن الأم أو الموت، سننتصر».
في أكتوبر 2021 بدأت محاكمة الجناة المزعومين لاغتيال توماس سانكارا. وكانت مريم سنكارا أرملة توماس سنكارا حاضرة في هذه المحاكمة.